# جدرت
جدرت (بالإنجليزية: GDRT)‏ و عبر عنه المؤرخون باسم غدارات أو جدارات، ملك من ملوك مملكة أكسوم، في بدايات القرن الثالث الميلادي. ويعرف لنا في المقام الأول من نقوش جنوب الجزيرة العربية التي تشير إليه وابنه.